# The World of Henry Orient
The World of Henry Orient (br: O Mundo de Henry Orient) é um filme de comédia norte-americano de 1964, dirigido por George Roy Hill. O roteiro de Nora Johnson (com a coautoria de Nunnally Johnson, pai dela) é uma adaptação de seu romance homônimo.
As filmagens tiveram início em junho de 1963 e duraram até outubro. A estreia foi na Radio City Music Hall em 19 de março de 1964.

## Elenco
- Merrie Spaeth…Marian "Gil" Gilbert
- Tippy Walker…Valerie "Val" Campbell Boyd
- Peter Sellers…Henry Orient
- Paula Prentiss…Stella Dunnworthy
- Angela Lansbury…Isabel Boyd
- Tom Bosley…Frank Boyd
- Phyllis Thaxter…Senhora Avis Gilbert
- Bibi Osterwald…Erica "Boothy" Booth
- John Fiedler…Sidney
- Jane Buchanan…Lillian Kafritz

## Enredo
O excêntrico pianista concertista moderno Henry Orient assedia uma mulher casada, Stella Dunnworthy, e fica preocupado quando percebe que em seu caminho sempre surgem duas pré-adolescentes, Valerie Boyd e Marian Gilbert, ainda mais quando elas começam a usar roupas e chapéus de camponesas chinesas (numa alusão ao Oriente do nome de Henry). As meninas inteligentes e criativas seguem a fantasia de Val, que imagina um romance com Henry e escreve uma diário sobre ele a partir de vigilância diária de seus hábitos em sua casa e trabalho. Henry acha que as meninas o vigiam a mando do marido de Stella e fica assustado.
Quando a rica mãe de Val, Isabel Boyd, encontra o diário, ela suspeita de Henry e vai atrás dele para afastá-lo da filha mas os dois acabam por iniciar um novo caso.

## Repercussão
The World of Henry Orient participou da mostra oficial do Festival de Cannes de 1964.
- Participou da eleição para os "Dez melhores filmes do ano" da National Board of Review em 1964.[3]

## Prêmios e indicações
Em 1965 o filme foi indicado ao Globo de Ouro como "Melhor filme, musical ou comédia". Outra indicação foi para o Writers Guild of America Award por "Melhor roteiro americano de comédia" daquele ano.

## Musical
O musical da Broadway que adaptou o filme e se chamou  Henry, Sweet Henry, teve canções compostas por Bob Merrill e Nunnally Johnson, direção de George Roy Hill e coreografia de Michael Bennett. Entrou em cartaz no Palace Theatre em Nova Iorque, em 23 de outubro de 1967. Foi estrelado por Don Ameche como Henry Orient, Neva Small como Marian Gilbert, Robin Wilson como Valerie Boyd, Milo Bouton como Senhor Boyd, Carol Bruce como Senhora Boyd e Louise Lasser como Stella. Pia Zadora participou no papel de uma estudante. O show teve 80 apresentações e encerrou em 31 de dezembro de 1967. William Goldman, em seus estudos da temporada teatral de 1967-68 chamado "The Season", declarou que o musical tinha alta qualidade mas o tema era ultrapassado, o que ficou mais evidente ao estreiar uma semana depois de Hair que atraiu toda a atenção da crítica.
Apesar da pouca popularidade do espetáculo, Alice Playten recebeu o Theatre World Award de 1968 e foi indicada ao Tony Award como "Melhor Atriz de Musical" pelo seu papel de Kafritz, que foi bastante ampliado para a peça. Michael Bennett foi indicado ao Tony como "Melhor Coreógrafo".